# Кубань (транспорт)
Кубань (до 1907 Wastwater, до 1915 Dionysios Vaglianatos, до 1919 Ризе, до 1920 Инкерман, до 1927 Costi, до 1947 Красная Кубань, затем Кубань) — грузовой пароход, использовался в качестве военного транспорта, плавбазы подводных лодок и блокшива Русским императорским флотом, белогвардейской Русской эскадрой, советским Черноморским флотом.

## Строительство
Построен на английской верфи Edward Withy & Co. в Миддлтоне. Стапельный номер 159. Спущен на воду 2 марта 1889 года, в апреле 1889 года передан австралийской компании Huddart, Parker & Co.

## Технические характеристики
- Размерения
  - Длина 329 ф.
  - Ширина 40 ф.
  - Высота 21,6 ф.
- Водоизмещение 1843 т.
- Двигатель 3-цилиндровая машина фирмы Thomas Richardson & Sons
- Мощность двигателя 265 л. с.
- 1 винт

## История эксплуатации
- 1893 — продан английской компании Sandy, Simpson & Co.
- 1907 — продан греческой компании, переименован N. M. Filinis.
- 1915 — переименован в Dionysios Vaglianatos.
- 1916 — продан Российской империи, и зачислен в состав Черноморского флота в качестве транспорта под № 136.
- Переименован в Ризе.
- 01.05.1918 — захвачен германскими войсками в Севастополе.
- 11.1918 — захвачен Русской армией.
- 1919 — переименован в Инкерман.
- 1920 — в составе Русской эскадры ушел в Бизерту, впоследствии был уведен в Константинополь, продан египетской компании Xydia & Son и переименован в Costi.
- 1927 — Задержан в Одессе и возвращен Советскому Союзу в судебном порядке. Переименован в Красная Кубань.
- 06.03.1936 — плавбаза подводных лодок Черноморского флота.
- 22.06.1941 — военный транспорт Черноморского флота. Участвовал в эвакуации Севморзавода, совершал рейсы в осажденный Севастополь.
  - 11.01.1942 — доставил в Севастополь 5000 выстрелов к горным пушкам обр. 1938 года[1].
  - 28.01.1942 — доставил из Поти в Севастополь 1-й дивизион 952-го артиллерийского полка[2].
  - 12.02.1942 — совершил рейс из Новороссийска в Севастополь[2].
  - 24.02.1942 — доставил в Севастополь из Новороссийска 777 бойцов[3].
  - 25.03.1942 — прибыл из Поти в Севастополь, обратным рейсом вывез в Поти оборудование для обслуживания аэростатов заграждения[3].
- 13.01.1947 — переименован в Кубань.
- 03.03.1947 — списан.